# Wolseley 16/20
La 16/20 è un'autovettura di medie dimensioni prodotta dalla Wolseley dal 1910 al 1915, e dal 1919 al 1921.  Sostituì la 16.
La vettura aveva installato un motore in linea a quattro cilindri raffreddato ad acqua da 3.080 cm³ di cilindrata, che erogava una potenza di 20 CV. Erano disponibili due telai, che differivano dalle dimensioni. Uno aveva un passo di 2.946 mm, mentre l'altro di 3.150 mm. Il peso del telaio era compreso tra i 914 kg ed i 965 kg.
Erano offerti tre tipi di carrozzeria, torpedo quattro posti, berlina quattro porte e landaulet quattro porte.
Nel 1915 la produzione si interruppe a causa dello scoppio della prima guerra mondiale. Nel 1919 l'assemblaggio riprese con un nuovo telaio da 3.378 mm di passo. Nel 1921 la produzione si interruppe definitivamente, ed il modello venne sostituito dalla 15/40.